# 1356 w polityce
Wydarzenia polityczne w 1356 roku.

## Wydarzenia
- 10 stycznia Karol Luksemburski wydał Złotą Bullę (nowe zasady obioru cesarza)[1][2].
- 1 maja układ o przyjaźni w Pradze między Kazimierzem Wielkim a Karolem Luksemburskim[3][2].
- 19 września klęska Francuzów w bitwie pod Mauperthuis[1][2].
- Kazimierz Wielki zawarł pokój z Litwinami (zachowali Ruś Włodzimierską)[4].
- Turcy zajęli Gallipoli i zaczęli ekspansję w Europie[2].

## Zmarli
- Rudolf I Askańczyk, książę Saksonii[5].